# 納摩
納摩，又稱潛水人（The Sub-Mariner），是一名由漫威漫畫創造的超级英雄，初次登場於《電影連環畫週刊（Motion Picture Funnies Weekly）》#1（1939年4月），其本名為納摩·麥肯齊（Namor McKenzie），是倫納德·麥肯齊船長（Captain Leonard McKenzie）和海底王國亞特蘭提斯的公主芬所生，納摩是亞特蘭提斯的王子，亦是漫威漫畫創造的第一位超級英雄，由美國藝術家比爾·埃弗里特所創作。

## 人物經歷

### 起源
納摩·麥肯齊（Namor McKenzie）的父親倫納德·麥肯齊（Leonard McKenzie）是一名美國船長。1920年，倫納德為了尋找數年前沉沒的一艘探索船上的貨物和設備而前往南極進行探索，但被一名擁有超能力的船員保羅·戴斯庭說服尋找傳說中的種族“遠古人（The Ancients）”遺留的文物。途中遭到一塊浮冰的阻礙，倫納德便命令水手利用炸藥將該浮冰炸碎，但卻無意中導致遠古人在水底下建立的古老王國亞特蘭提斯受到十分嚴重的破壞，亞特蘭蒂斯的國王塔庫爾（Thakorr）的女兒芬（Fen）為了證明自己而服用能讓她在空氣中呼吸的魔藥，前去水面調查爆炸的原因。芬在調查的途中意外受傷，倫納德收留了她在船上生活了好幾個星期，期間兩人很快便墜入愛河並結了婚，而塔庫爾因為失去芬的音訊而擔心芬會被綁架或殺害，便派出將軍克朗（Krang）率領搜救隊搜查。同時倫納德和保羅在一個山洞中發現亞特蘭提斯人所冰封的神器，但保羅把冰層擊破的同時引發了巨大的山崩。倫納德僥倖逃回船上，克朗誤以為芬被俘虜便下令攻擊倫納德的船，導致倫納德在內的全部船員死亡。芬也被帶回亞特蘭蒂斯城，幾個月後，她產下了一個孩子，把他命名為納摩。
因為天生皮膚是肉色的，而亞特蘭提斯人的膚色都是藍色的，所以納摩遭到了族人的歧視，並被認定為是低等的“異類”，在被冠上怪胎的頭銜之後受到了祭司的驅逐。納摩的母親芬十分保守，不敢向延續了幾千年的傳統發起挑戰，便抱著納摩躲進了亞特蘭蒂斯的一個貧民窟。在那裡，納摩因為自己的膚色而經常受到他人的嘲笑和欺凌，這也造成了他孤僻的性格。
納摩的妹妹出生後，他們一家人逃到了美國紐約市曼哈頓。長大後的納摩發現了自己的力量並回到亞特蘭蒂斯，在經歷了一連串的鬥爭和王位爭奪戰後，納摩最終獲得了族人的認可，成為了亞特蘭蒂斯的新國王，以保護海洋及其族人為使命。

### 第二次世界大戰
在第二次世界大戰時期，納摩發現納粹黨虐殺了自己的亞特蘭蒂斯子民，但由於不熟悉陸地世界的政治狀況，因此發動洪水攻勢襲擊了紐約市，這導致初代霹靂火出面阻止，亦導致了美國隊長等1940年代的超級英雄開始團結在一起，組成侵略者聯盟，共同面對納粹黨的威脅。
在第二次世界大戰結束後的某一天，納摩得知有人在北極的部落偷偷地雕了一尊冰像，納摩十分憤怒並將冰像推到海裡，從而使冰像裡的美國隊長解封，間接地拯救了美國隊長。

### 內戰
納摩為了對付鋼鐵人而命令其族人偷走一台美國海軍的核潛艇，因為表妹納摩麗塔提早去世而觸發了英雄內戰。

### 《復仇者聯盟vs.X戰警》
在《復仇者聯盟 vs. X戰警》中，因為美國隊長在和獨眼龍談判時，獨眼龍失去了理智並攻擊美國隊長，導致了X戰警和復仇者聯盟之間的大戰。納摩在水中單挑石頭人，結果被石頭人打敗，期間鋼鐵人製造出一套反鳳凰裝甲，但不但沒有消滅琴·葛雷，還把琴體內的鳳凰之力分成了五份，分別附身於獨眼龍、艾瑪·佛斯特、鋼人、秘客和納摩身上。
大戰期間，身為鳳凰五人組之一的納摩率先出手利用洪水淹沒瓦干達，導致大量無辜的瓦干達人傷亡。美國隊長率領復仇者聯盟前來救援，眾人一同打敗納摩。鳳凰之力也離開了納摩的身體，納摩負傷逃跑，但瓦干達和亞特蘭蒂斯卻從此結下了血仇。瓦干達的國王黑豹之後也多次還以顏色，血洗亞特蘭蒂斯，還多次企圖暗殺納摩，後來在光照會的其他成員的調和下，二人的關係才得到緩和。

### 《秘密戰爭》
在《秘密戰爭》中，616號宇宙和終極宇宙即將相撞，在光照會的其他成員都在猶豫的時候，納摩為了自己的宇宙中的亞特蘭蒂斯而果斷地啟動了一個反物質炸彈，導致大量宇宙被摧毀。在全新的全異宇宙建立後，一個被毀的宇宙中的至高中隊的倖存者再次集結，發誓要為自己的宇宙報仇。於是，他們摧毀了神盾局和犯罪組織九頭蛇，做出了很多復仇者聯盟想都不敢想的事。最後，至高中隊毀滅了亞特蘭蒂斯，納摩亦被亥伯龍殺死。復仇者聯盟終於忍無可忍，初代霹靂火和美國隊長聯手擊敗了至高中隊並復活了納摩，復活後要求亥伯龍與其一同重建亞特蘭蒂斯。

## 能力和裝備

### 自身的能力
納摩擁有超人的力量，最高可以舉起約100噸的重物。納摩亦擁有超人的耐力、耐用性、敏捷度、反應力和速度。納摩的各種能力的強弱都與水有關，離開水越久，他的各項能力便會逐步減弱，但還是比普通人類更強大。
像所有的亞特蘭蒂斯人一樣，納摩擁有比人類長的壽命，他的身體的各種物理屬性比較適合在水底下生存。納摩擁有特殊的皮膚和血液循環系統，使其可以抵禦海底的嚴寒和超高的壓力，其高度發達的視力使他在黑暗的海洋深處仍能夠正常地看見東西。
納摩在水中最快能夠以時速60英里（97公里）的速度游泳。他也擁有飛行能力，能夠利用踝關節處的鰭狀翅膀進行飛行，飛行的最高速度未知。另外納摩亦可以和絕大部分的海洋生物進行交流。
納摩擁有正常人類和亞特蘭蒂斯人的基因，雙重的生理特性使他可以在水下或陸地上生存。在陸地上生活時，納摩需要不定期接觸水才能繼續生存。如果沒有接觸到水，他的各項物理屬性和能力都會逐漸下降，使他容易受到傳統的物理傷害。當納摩再次接觸到水後，他的物理屬性和能力會立即恢復。
納摩如果完全沒有接觸水的時間長達超過一星期，他可能會因此致命。如果在水中或陸地上（空氣中）逗留的時間過長，他可能會出現氧供需失調，導致他狂躁、抑鬱、情緒波動大。納摩通常是調節他在水裡和陸地上的逗留時間來解決這種失衡問題，他偶爾也會用科學或其它神秘的方式來調節自己的氧含量。

### 武器裝備
納摩的標誌性武器是“神聖的尼普頓三叉戟”、普羅透斯號角以及個人的旗艦，同時他也會使用劍、矛等兵器，但最擅長的是肉搏。

## 漫威漫畫的首位變種人
漫威漫畫把納摩視為「漫威的首位變種人」（Marvel's First Mutant），根據角色首次登場的順序來看的確如此，但是納摩在漫威宇宙的時間線中並非最古老的變種人。

## 敵人
- 阿圖瑪/海煞（英语：Attuma）
- 皮爾哈（Byrrah）（英语：Homo mermanus）
- Captain Barracuda
- 深海六人組（英语：Deep Six (Marvel Comics)）
- 末日博士
- 多卡斯博士（英语：Lemuel Dorcas）
- 五英尋 (Fathom Five)
- 大白鯊 (Great White)
- 探求者卡頓（英语：Karthon the Quester）
- 萊拉（英语：Llyra）
- 萬磁王
- 納加（英语：Naga (Marvel Comics)）
- 奧卡（英语：Orka (comics)）
- 食人魚（英语：Piranha (comics)）
- 木偶大師（英语：Puppet Master (Marvel Comics)）
- 虎鯊（英语：Tiger Shark (Marvel Comics)）
- 蒂拉克（Tyrak）（英语：Homo mermanus）
- U-Man（英语：U-Man）
- 軍閥克朗（英语：Krang (Marvel Comics)）

## 其他媒體

### 電影
- 漫威電影宇宙：由泰諾克·烏爾塔飾演，該版本的納摩是馬雅神話中的傳說國度塔洛坎的國王[2][3][4][5]，亦是漫威電影宇宙中第二位登場的變種人。
  - 《黑豹2：瓦干達萬歲》（2022年）
  - 《復仇者聯盟：末日之戰》（2026年）

### 遊戲
- 《漫威：未來之戰》：手機遊戲，納摩是玩家可使用角色之一。
- 《漫威超級戰爭》
- 《漫威爭鋒》：由丹尼爾·馬林（Daniel Marin）配音。